# Kostel svatého Václava a Leopolda (Kladruby nad Labem)
Kostel svatého Leopolda a svatého Václava se nalézá v areálu kladrubského císařského hřebčína v obci Kladruby nad Labem v okrese Pardubice. Kostel je spolu s celým areálem hřebčína chráněn jako kulturní památka. Národní památkový ústav tento kostel uvádí v katalogu památek pod rejstříkovým číslem 16212/6-2096. Do konce roku 2024 byl farním kostelem kladrubské farnosti, po jejím sloučení s farností Přelouč je kostelem filiálním.

## Historie kostela
První zmínka o kostele pochází z roku 1359, kdy byl zmíněn jako farní kostel. Kostel byl za císaře Leopolda I. roku 1668 přestavěn v barokním stylu a následně vysvěcen hrabětem Janem Bedřichem z Valdštejna, pražským arcibiskupem. Roku 1757 kostel vyhořel i se zámkem, v následujícím roce byl opraven a poté byl roku 1857 stržen. Roku 1859 byl vystavěn kostel nový v dnešní novoklasicistní podobě. Kostel je stavebně propojen se zámkem a tvoří dominantu ústředního prostoru kladrubského císařského hřebčína.

## Popis kostela
Pozdně klasicistní jednolodní kostel z roku 1859, postavený zámeckým polírem Talířem na místě vyhořelé starší, původně renesanční stavby. 
Kostel má nad portálem nápis: In honorem omnipotentis Dei, Sanctorum Venceslai et Bohemia et Austrie Patronorum a Ceasera Leopoldo Leopoldi I. A.S. MDCLXVIII, erectas aedes Annorum Labe Caducas e fundamentis restituit Frauciscus Josephus I. Austria Imperator, A.S. MDCCCLIX. (Ke cti všemohoucího Boha, svatých Václava a Leopolda Čech a Rakouska patronů, od císaře Leopolda I. léta spásy 1668 vystavěn během věků sešlé a ze základů obnoven Františkem Josefem I., císařem rakouským léta spásy 1859.)
V čele kostela stojí prostá věž, v níž se z původního kostela zachovaly tři mozaikové obrazy na zlatém pozadí: Krista a proroků Izajáše a Daniela.

## Vybavení kostela
Hlavní oltář nese obraz Zavraždění sv. Václava. Na levém postranním oltáři je obraz sv. Alžběty a na pravém obraz sv. Františka Serafínského.
Křtitelnice je z červeného mramoru, novodobá z 19. století.
Kříž, bohatě perletí vykládaný, dar jeruzalémského císaře rakouskému Františku Josefovi I. je 127 cm vysoký.
Dva perleťové obrazy ve stříbrných rámech v rozích se zlacenými andílky. 
Velký, trojdílný obraz představuje uprostřed Klanění se pastýřů, vpravo Příchod sv. tří králů a vlevo Útěk do Egypta. Menší obraz má výjevy ze života Kristova, jako Zvěstování P. Marie, Narození Páně, Obřezání Páně a Útěk do Egypta.

## Galerie

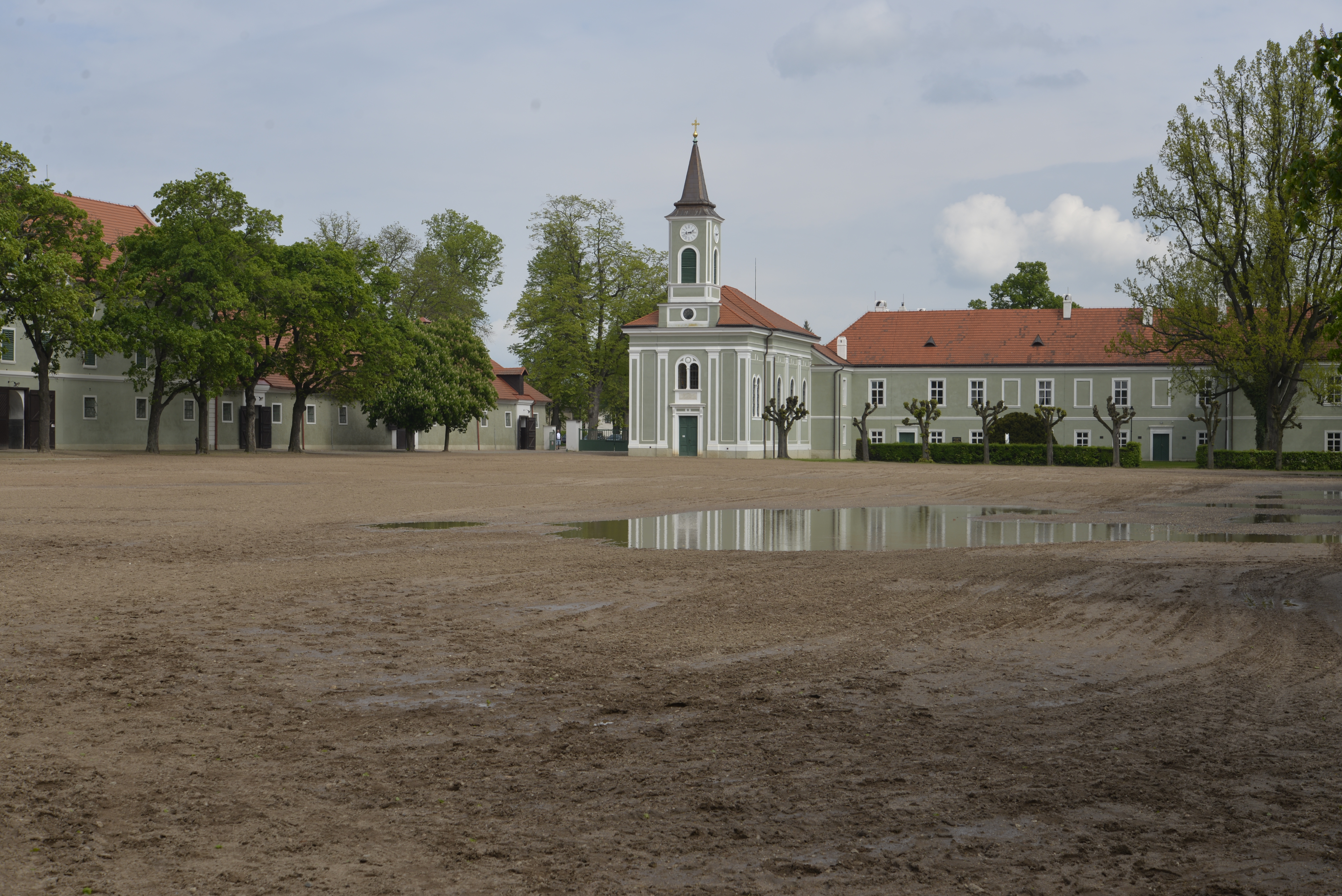
pohled na kostel svatého Václava a svatého leopolda v Kladrubech nad Labem
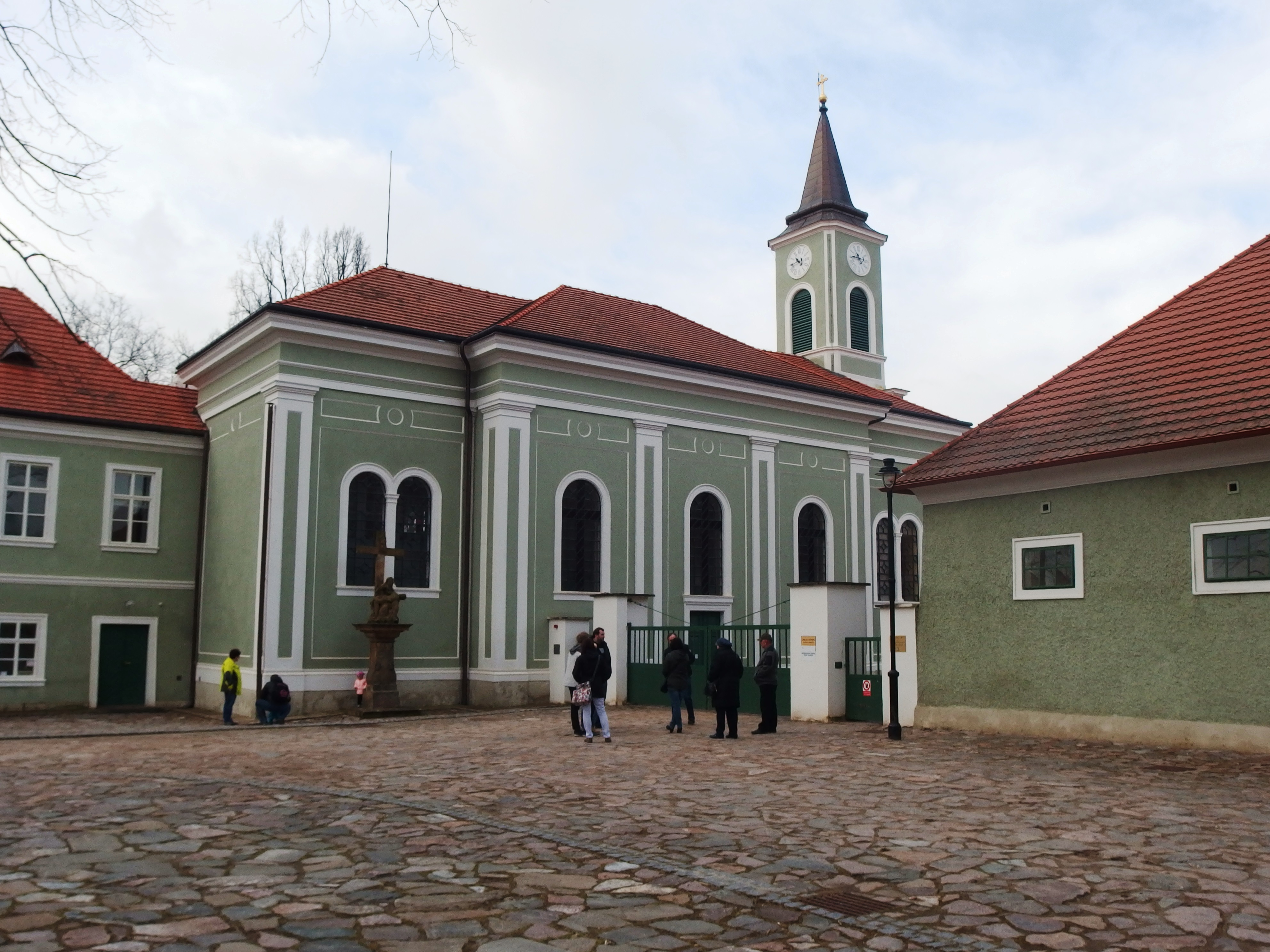
pohled na kostel svatého Václava a svatého leopolda v Kladrubech nad Labem
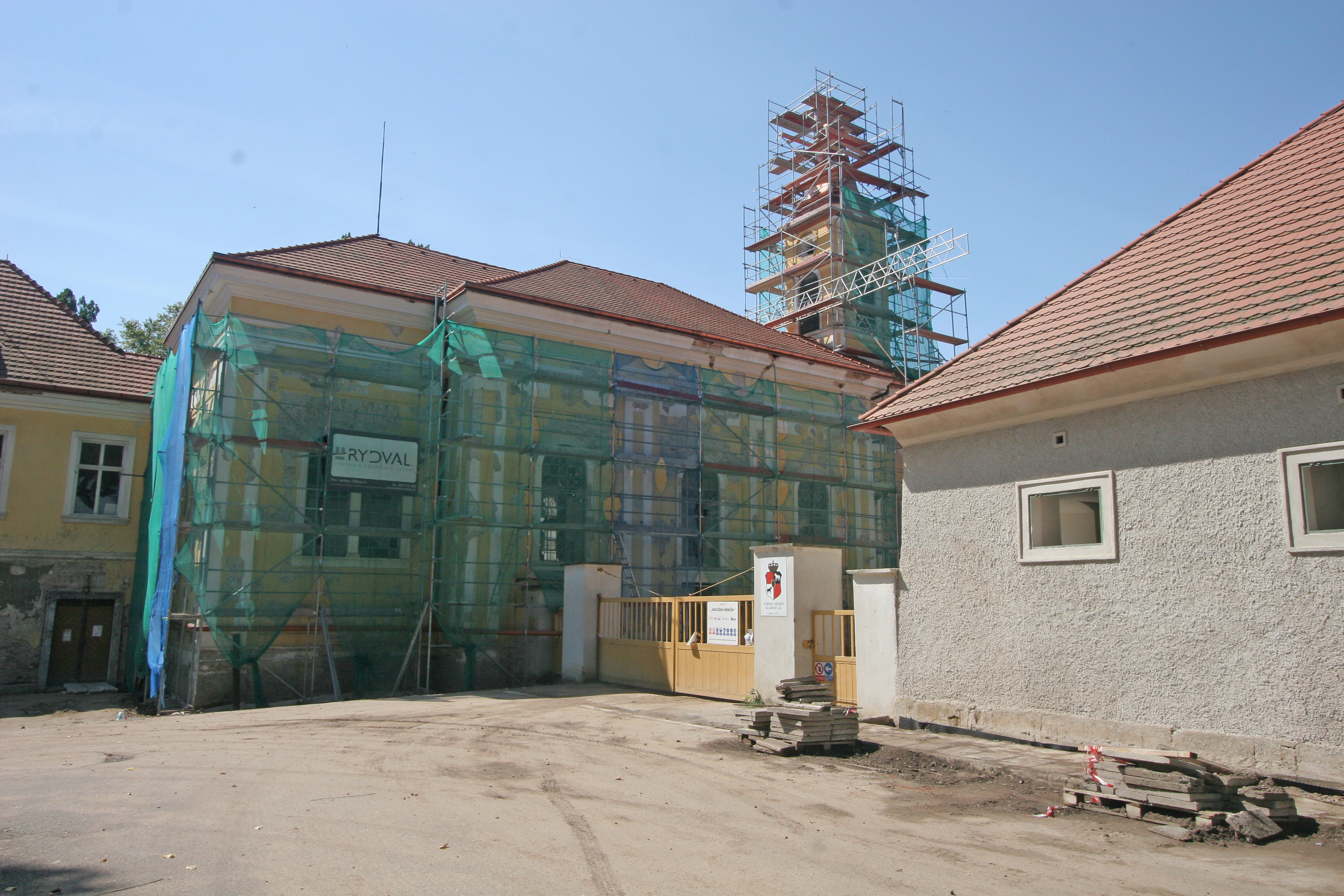
pohled na kostel svatého Václava a svatého leopolda v Kladrubech nad Labem